# イエローゴッド
イエローゴッド (Yellow God) はイギリスの競走馬。同期にはイギリス三冠馬ニジンスキーや日本で種牡馬となったスティンティノがいる。

## 生涯
ヨーロッパの短距離のレースで活躍し、重賞3勝（ジムクラックステークス、インペリアルステークス、パレロワイヤル賞）を挙げ、2000ギニーではニジンスキーの2着に入った。
競走馬を引退したあとはアイルランドで種牡馬となり、3年間供用されたあとの1974年、伊達秀和が購入し日本で供用された。日本国外では2頭のクラシック優勝馬を輩出して1976年にイギリスおよびアイルランドの2歳リーディングサイアーとなり、日本では3頭の中央競馬クラシック優勝馬を輩出した。1980年代前半までは大活躍した種牡馬だったが、その後は産駒の成績が尻すぼみになった。産駒は重馬場やダートもこなせるものが多く、自身同様のマイラーもクラシックディスタンスをこなす産駒も出す種牡馬だった。
日本での代表産駒ファンタストの早世、カツトップエースの韓国輸出により日本では後継種牡馬を残せなかったが、アイルランドに残してきたネビオロとパンパポールが父系を繋ぎ、今もアイルランドとフランスにわずかに父系は残っている。

## 主な産駒

### 日本
- カツトップエース（1981年皐月賞・1981年東京優駿）
- ブロケード（1981年桜花賞）
- ファンタスト（1978年皐月賞）
- サクラゴッド（1980年スプリンターズステークス）
- カツダイナミック（1987年中山牝馬ステークス)
- ハーディゴッド(1989年新潟記念)

### 日本国外
- ネビオロ Nebbiolo（2000ギニー）
- パンパポール Pampapaul（アイリッシュ2000ギニー）
  - 産駒Pampabirdは1992年の凱旋門賞を制したSuboticaを輩出している。

## ブルードメアサイアーとしての主な産駒
- ヤエノムテキ（1988年皐月賞、1990年天皇賞（秋））
- パンフレット（1990年中山大障害（春））

## 血統表
| イエローゴッド (Yellow God)の血統 | イエローゴッド (Yellow God)の血統                                                             | イエローゴッド (Yellow God)の血統                                                             | （血統表の出典）                                                                              | （血統表の出典） |
| 父系                              | レッドゴッド系                                                                                | レッドゴッド系                                                                                | レッドゴッド系                                                                                | [ § 2 ]          |
| 父 Red God 1954 栗毛              | 父の父Nasrullah 1940 鹿毛                                                                     | Nearco                                                                                        | Pharos                                                                                        | Pharos           |
| 父 Red God 1954 栗毛              | 父の父Nasrullah 1940 鹿毛                                                                     | Nearco                                                                                        | Nogara                                                                                        |                  |
| 父 Red God 1954 栗毛              | 父の父Nasrullah 1940 鹿毛                                                                     | Mumtaz Begum                                                                                  | Blenheim                                                                                      | Blenheim         |
| 父 Red God 1954 栗毛              | 父の父Nasrullah 1940 鹿毛                                                                     | Mumtaz Begum                                                                                  | Mumtaz Mahal                                                                                  |                  |
| 父 Red God 1954 栗毛              | 父の母Spring Run 1948 鹿毛                                                                    | Menow                                                                                         | Pharamond                                                                                     | Pharamond        |
| 父 Red God 1954 栗毛              | 父の母Spring Run 1948 鹿毛                                                                    | Menow                                                                                         | Alcibiades                                                                                    |                  |
| 父 Red God 1954 栗毛              | 父の母Spring Run 1948 鹿毛                                                                    | Boola Brook                                                                                   | Bull Dog                                                                                      | Bull Dog         |
| 父 Red God 1954 栗毛              | 父の母Spring Run 1948 鹿毛                                                                    | Boola Brook                                                                                   | Brookdale                                                                                     |                  |
| 母 Sally Deans 1947 栗毛          | 母の父Fun Fair 1940 栗毛                                                                      | Fair Trial                                                                                    | Fairway                                                                                       | Fairway          |
| 母 Sally Deans 1947 栗毛          | 母の父Fun Fair 1940 栗毛                                                                      | Fair Trial                                                                                    | Lady Juror                                                                                    |                  |
| 母 Sally Deans 1947 栗毛          | 母の父Fun Fair 1940 栗毛                                                                      | Humoresque                                                                                    | Walter Gay                                                                                    | Walter Gay       |
| 母 Sally Deans 1947 栗毛          | 母の父Fun Fair 1940 栗毛                                                                      | Humoresque                                                                                    | Bar Sinister                                                                                  |                  |
| 母 Sally Deans 1947 栗毛          | 母の母Cora Deans 1932 鹿毛                                                                    | Coronach                                                                                      | Hurry On                                                                                      | Hurry On         |
| 母 Sally Deans 1947 栗毛          | 母の母Cora Deans 1932 鹿毛                                                                    | Coronach                                                                                      | Wet Kiss                                                                                      |                  |
| 母 Sally Deans 1947 栗毛          | 母の母Cora Deans 1932 鹿毛                                                                    | Jennie Deans                                                                                  | Buchan                                                                                        | Buchan           |
| 母 Sally Deans 1947 栗毛          | 母の母Cora Deans 1932 鹿毛                                                                    | Jennie Deans                                                                                  | Eleanor M. F-No.9-e                                                                           |                  |
| 母系(F-No.)                       | 9号族(FN:9-e)                                                                                 | 9号族(FN:9-e)                                                                                 | 9号族(FN:9-e)                                                                                 | [ § 3 ]          |
| 5代内の近親交配                   | Pharos・Fairway4×4=12.50%、Phalaris5・5×5=9.38%、Lady Josephine5×5=6.25%、Scapa Flow5×5=6.25% | Pharos・Fairway4×4=12.50%、Phalaris5・5×5=9.38%、Lady Josephine5×5=6.25%、Scapa Flow5×5=6.25% | Pharos・Fairway4×4=12.50%、Phalaris5・5×5=9.38%、Lady Josephine5×5=6.25%、Scapa Flow5×5=6.25% | [ § 4 ]          |
| 出典                              | 1. 2. 3. 4.                                                                                   | 1. 2. 3. 4.                                                                                   | 1. 2. 3. 4.                                                                                   | 1. 2. 3. 4.      |